# Rizwan Manji
Rizwan Manji (ur. 17 października 1974) – indyjsko-kanadyjski aktor, najbardziej znany z roli Rajiva w sitcomie Dostawa na telefon.
Rizwan Manji urodził się w Toronto w Kanadzie. Jego rodzice byli emigrantami z Tanzanii. Rizwan Manji należy do ugrupowania religijnego Isma'ilizm. Jak sam mówi, religia jest dla niego bardzo ważna w życiu. Wychowywał się w Calgary w prowincji Alberta. Uczęszczał tam do Crescent Heights High School. Po przeprowadzce do USA uczęszczał do American Musical and Dramatic Academy. Rizwan grał małe role w takich serialach jak Korporacja według Teda, 24 godziny (serial telewizyjny), Privileged. W 2010 przesłuchiwany był do roli Gupty w sitcomie Dostawa na telefon. Mimo że przegrał z Parvesh Cheena, producenci dali mu rolę asystenta managera - Rajiva Gidwani.
Rizwan Manji mieszka w Studio City w Kalifornii ze swoją żoną Taslim Manji oraz dziećmi Ayana i Aariqiem.